# 姪浜駅
姪浜駅（めいのはまえき）は、福岡県福岡市西区姪の浜四丁目にある、福岡市交通局（福岡市地下鉄）・九州旅客鉄道（JR九州）の駅である。駅番号は福岡市交通局がK01、JR九州がJK01である。事務管コードは▲911806。

## 概要
福岡市交通局の空港線と、JR九州の筑肥線の2路線が乗り入れており、それぞれの起点となっているが、空港線の列車の約半数が筑肥線に、筑肥線の全列車が空港線にそれぞれ直通運転しており、福岡空港駅 - 唐津駅・西唐津駅間の路線の中間駅としての性格が強い。なおJR九州の車両は空港線全区間に乗り入れているが、福岡市交通局の車両は筑肥線内は筑前前原駅までの運行である。
福岡市交通局とJR九州の共同使用駅で駅自体は福岡市交通局が管轄しているため、空港線開業時点では国鉄ならびにJRの駅数には計上されていなかったが、現在の有価証券報告書等に記載されるJR九州の公称駅数は、当駅も含んだ数となっている。かつては日本国有鉄道（国鉄）筑肥線の途中駅だったため駅は国鉄が管轄していたが、1983年の空港線（当時は1号線）開業および筑肥線の部分廃止、1987年の国鉄分割民営化により現在の形となった。
2019年度までは福岡市交通局の管区駅長所在駅で、姪浜管区駅として当駅 - 藤崎駅間を管理していた。現在は天神管区駅の被管理駅となっているが、同管区駅傘下の姪浜駅長所在駅となっており、引き続き福岡市交通局の直営駅である。

## 歴史
- 1925年（大正14年）
  - 4月15日：北九州鉄道の当駅 - 前原駅（現在の筑前前原駅）間の延伸開業に伴い、姪ノ浜駅（めいのはまえき）として開設[6][2]。
  - 6月15日：北九州鉄道の新柳町駅（後の筑前高宮駅） - 当駅間の延伸開業に伴い、途中駅となる[7]。
- 1937年（昭和12年）10月1日：北九州鉄道が鉄道省により買収され、国有化。姪浜駅（めいのはま駅）に改称し、筑肥線の所属駅となる[8][2]。
- 1949年（昭和24年）6月1日：日本国有鉄道法施行に伴い、筑肥線が公共企業体日本国有鉄道（国鉄）に移管。
- 1981年（昭和56年）7月26日：福岡市地下鉄1号線の室見駅 - 天神駅間が開業[9]。
  - 開業当初、地下鉄は姪浜車両基地 - 当駅 - 室見駅間が未完成であったため、車庫に入庫する地下鉄の車両はトンネルの出口から筑肥線への連絡線上まで自走した後、蓄電池式の機関車BB-1が牽引して筑肥線の当駅構内を通り、車両基地に入るという方式を採用していた。
- 1983年（昭和58年）3月22日：国鉄筑肥線の当駅 - 唐津駅間の電化（直流1,500 V）が完成し、博多駅 - 当駅間が廃止。当駅は高架化され、筑肥線の起点となる[2]。当駅 - 浜崎駅間の貨物営業を廃止。地下鉄1号線の当駅 - 室見駅間と中洲川端駅 - 博多駅（仮駅）間が開通し、地下鉄1号線と国鉄筑肥線の相互直通運転を開始[10]。当駅は福岡市交通局の管轄駅となり、福岡市内駅から外れる。急行「平戸」の運転区間短縮に伴い、当駅に停車する優等列車が消滅する。
- 1986年（昭和61年）7月20日：筑肥線の当駅 - 下山門駅間が複線化。
- 1987年（昭和62年）4月1日：国鉄分割民営化により、筑肥線が九州旅客鉄道（JR九州）に継承される[2]。
- 1993年（平成5年）3月3日：福岡市地下鉄1号線の博多駅 - 福岡空港駅間が開業し、同線に「空港線（くうこうせん）」の愛称が付く。
- 2009年（平成21年）3月7日：ICカード「はやかけん」の供用開始（当初の1年間は福岡市地下鉄のみの対応となった）。
- 2010年（平成22年）3月13日：筑肥線でICカード「SUGOCA」の利用を開始[11]。はやかけん・nimoca・Suicaとも相互利用を開始。
- 2013年（平成25年）3月23日：上記のICカードのほかICOCA・TOICA・Kitaca・PASMO・manaca・PiTaPaとも相互利用を開始。
- 2015年（平成27年）4月1日：唐人町駅を天神管区駅へ移管する[12][13]。
- 2019年（平成31年）4月1日：西新駅を天神管区駅へ移管する[14][4]。

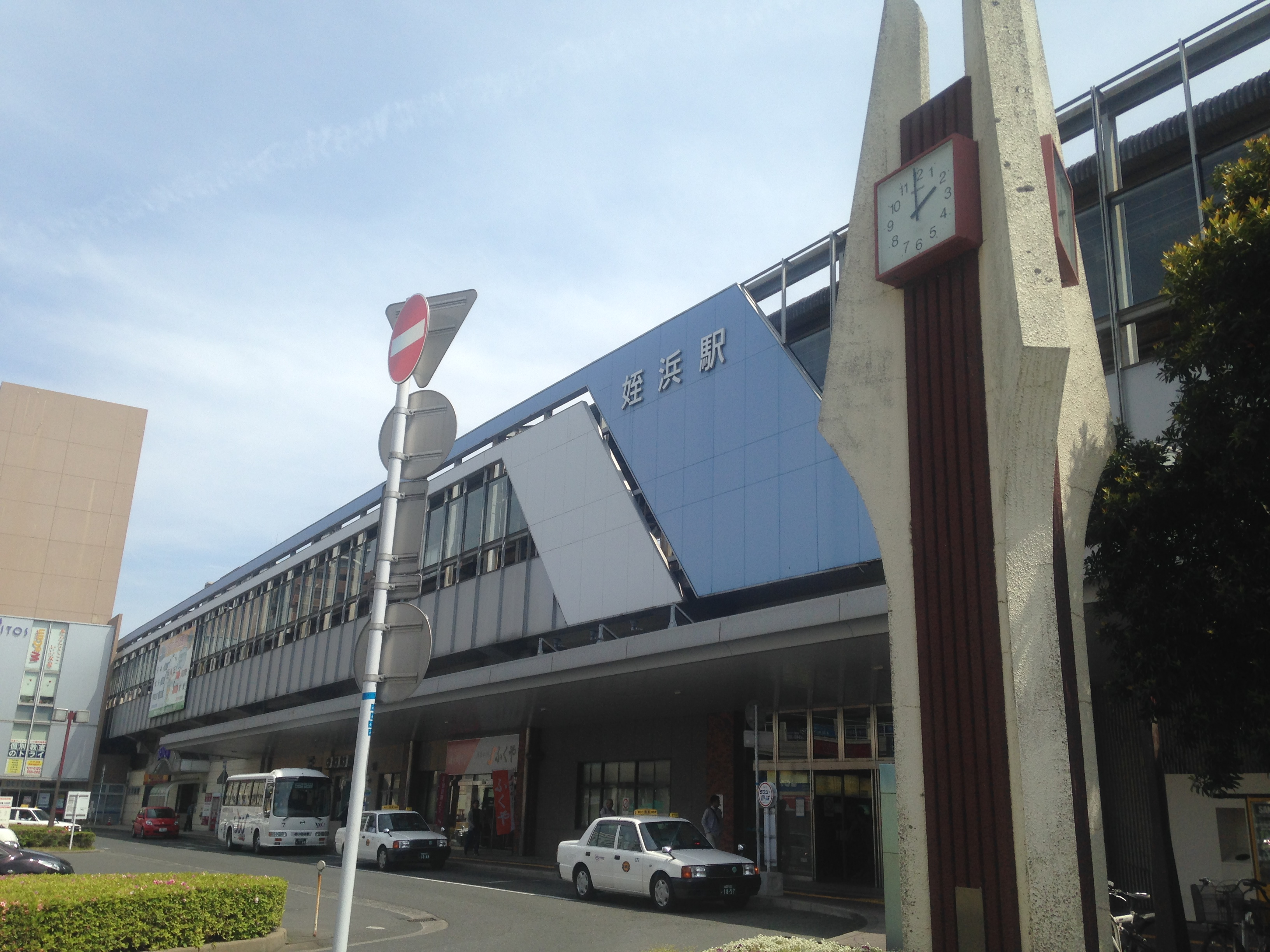
北口（2014年5月）

- 北口（2014年5月）2020年（令和2年）4月1日：姪浜管区駅が廃止され天神管区駅へ統合。同駅の被管理駅となる[4][15]。

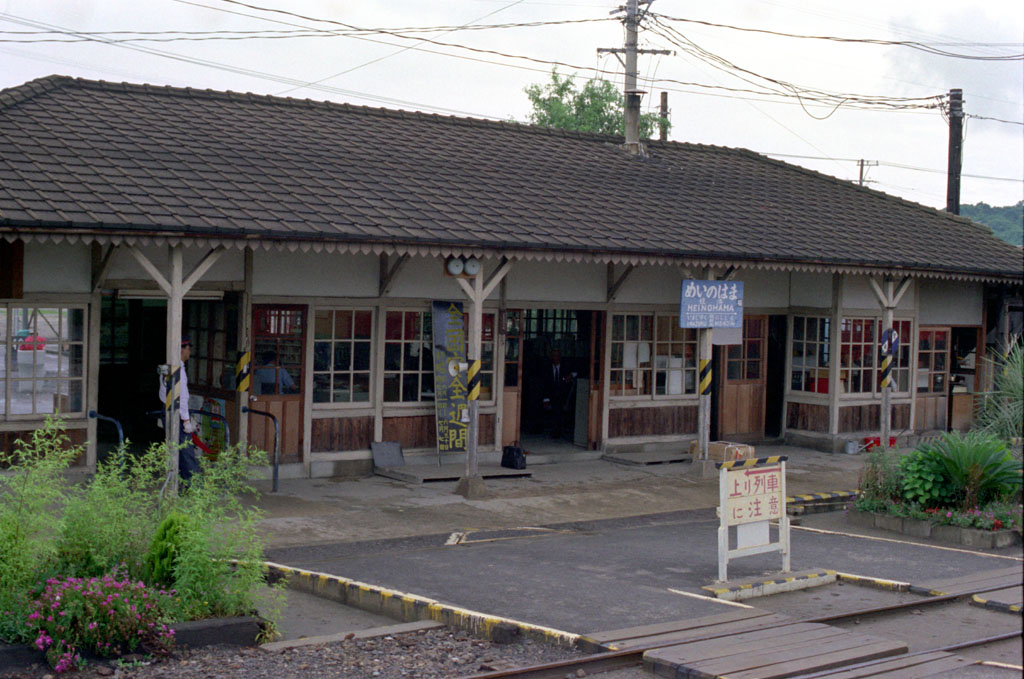
地上駅時代の旧駅舎（1975年）
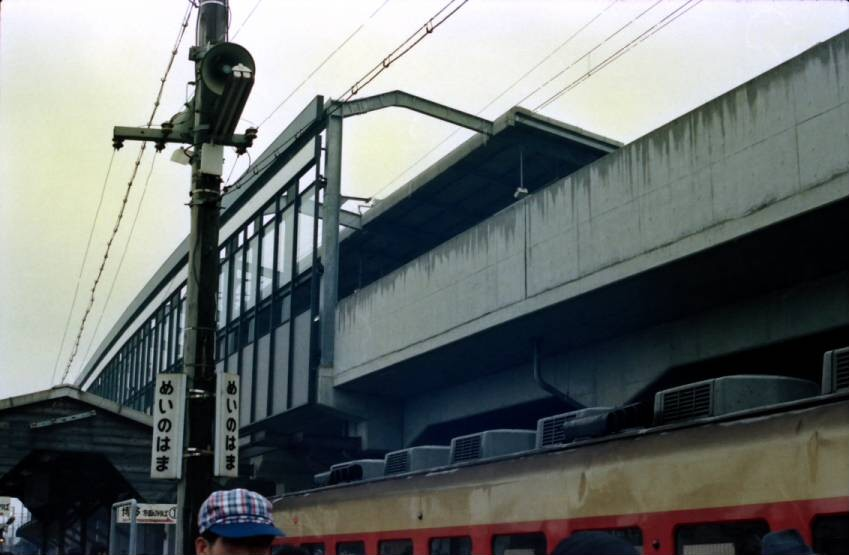
旧線末期のホーム。旧地上ホームと未開業の高架ホームが併存している（1981年）

## 駅構造
島式ホーム2面4線を有する高架駅。内側2・3番線を当駅発着（地下鉄方面）列車が使用し、下山門にある福岡市地下鉄姪浜車両基地へつながっている。外側1・4番線をJR筑肥線直通の列車が使用する。事故や災害などでダイヤが乱れた場合は筑肥線の列車も当駅発着となる場合があり、その際は対面のホームでの乗り換えとなる。
折返し運転となる場合、筑肥線からの列車は1番線に入り、回送車として一度下山門側へ引き上げ、その後3または4番線に入って筑肥線の当駅始発列車となる。このとき地下鉄からの当駅止まりの列車は3または4番線に入って対面接続を取っている。
地下鉄線の引上げ線はなく、上述の筑肥線の引上げは車庫への線路を利用している。
JRの長距離きっぷは購入不可能である。
駅のシンボルマークは福岡市出身のグラフィックデザイナー、西島伊三雄がデザインしたもので駅付近にある小戸ヨットハーバーにちなんだヨットである。
当駅は福岡市交通局の管轄であるが、駅名標は長らく空港線・箱崎線の福岡市地下鉄オリジナルデザインではなく、国鉄のデザインに準拠したもの（書体は汎用の写植文字）を用いていた。福岡市地下鉄の駅番号導入以降は駅番号アイコンが追加されたが、2018年のJR九州の駅番号導入の際に両方の駅番号アイコンとヨットのシンボルマークを入れた福岡市地下鉄オリジナルデザイン（漢字表記が大きめ）のものに更新された。
当駅は筑肥線の起点ではあるが、ホーム横にあるキロポストは12.5kmとなっている。これは筑肥線の博多駅から鳥飼駅経由の距離であり、この12.5の数字は1963年に移転する前の博多駅（博多駅#歴史の節参照）の位置からの距離を示している。

### のりば
| 番線 | 路線   | 行先                           | 備考             |
| ---- | ------ | ------------------------------ | ---------------- |
| 1    | 空港線 | 天神・博多・福岡空港・貝塚方面 | 筑肥線からの直通 |
| 2・3 | 空港線 | 天神・博多・福岡空港・貝塚方面 | 当駅始発         |
| 4    | 筑肥線 | 筑前前原・唐津・西唐津方面     |                  |

ダイヤ乱れの際は3番線から筑肥線の列車が発車し、4番線に地下鉄線の当駅止まりが入ることもある。

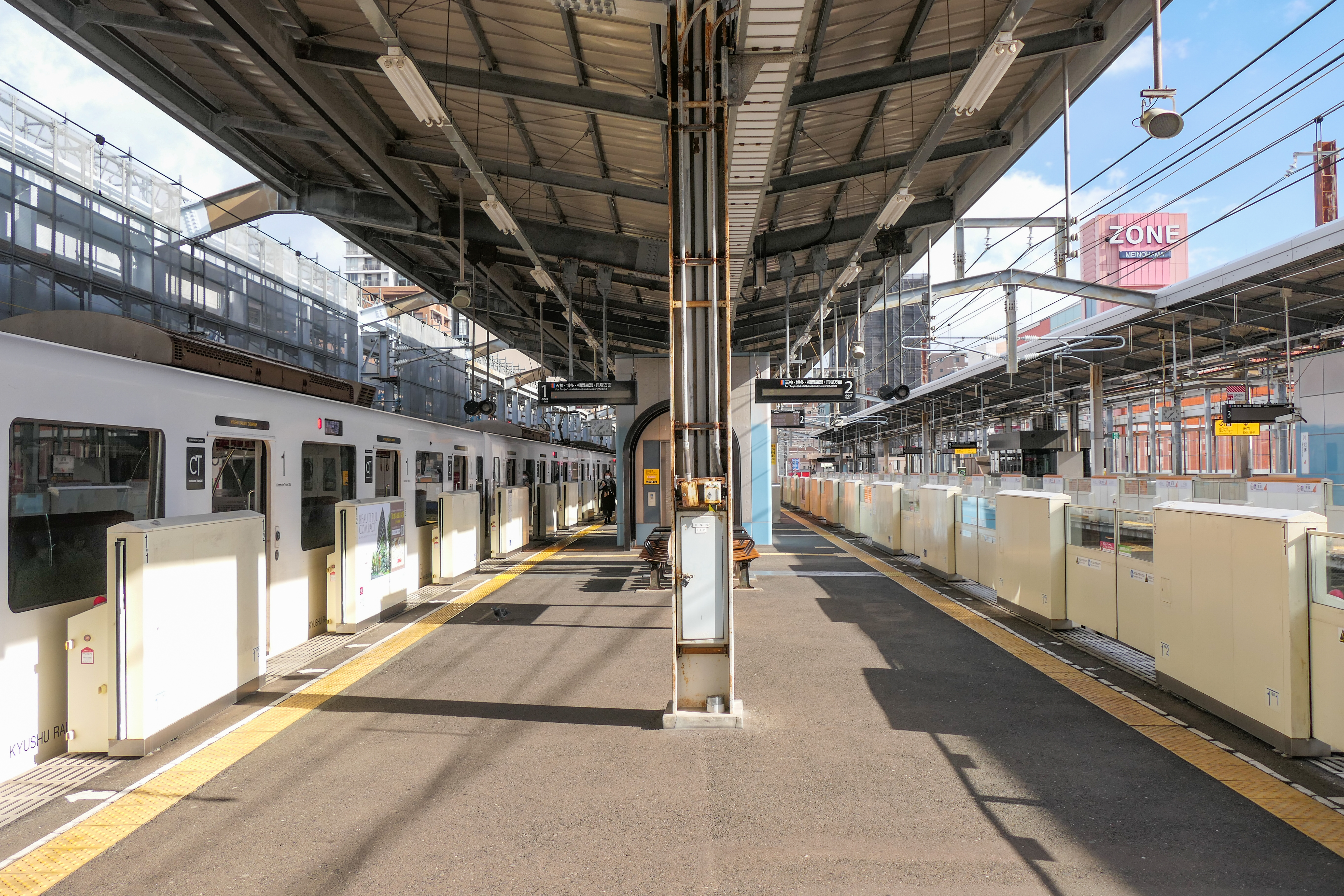
1・2番線ホーム（2021年12月）
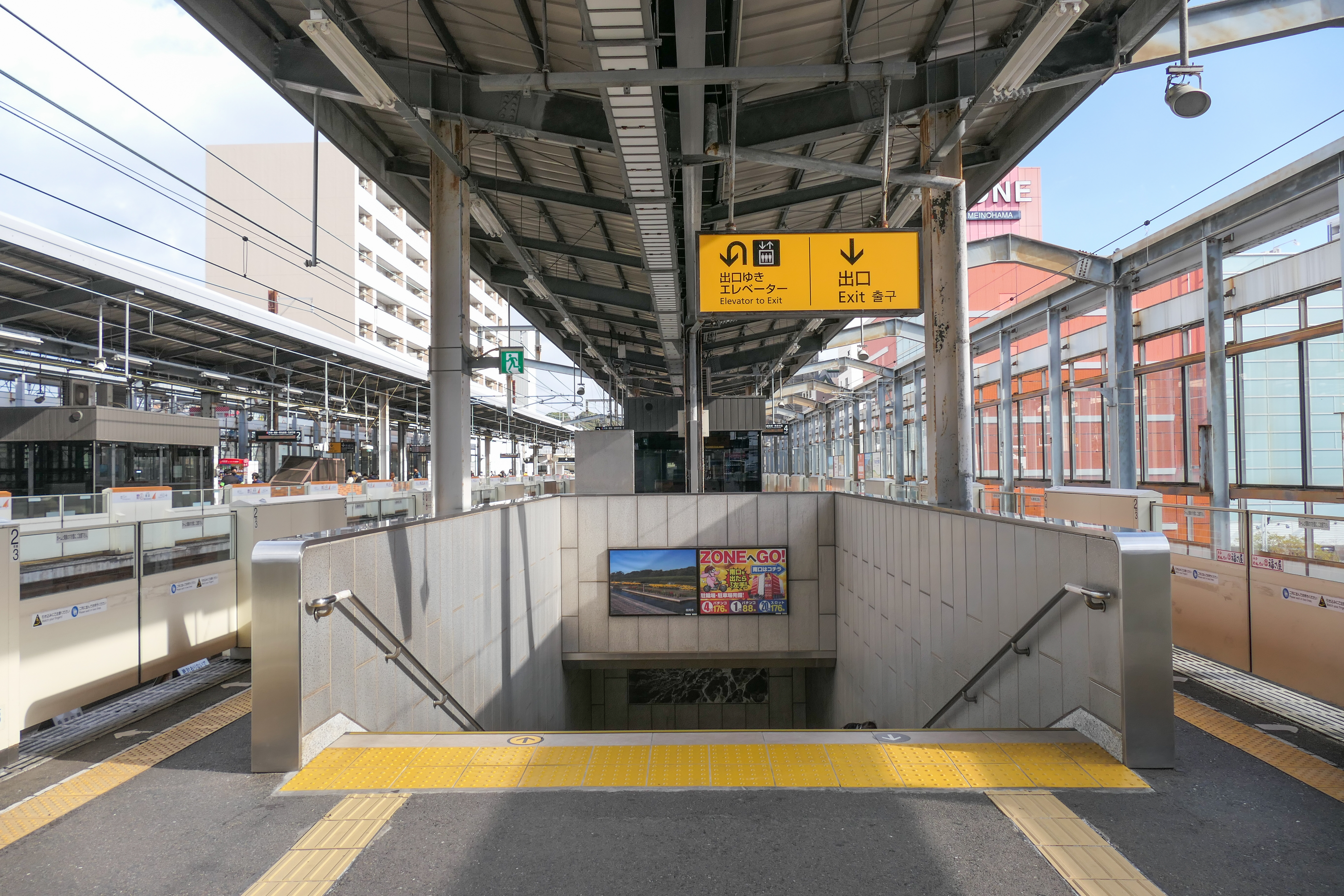
3・4番線ホーム（2021年12月）
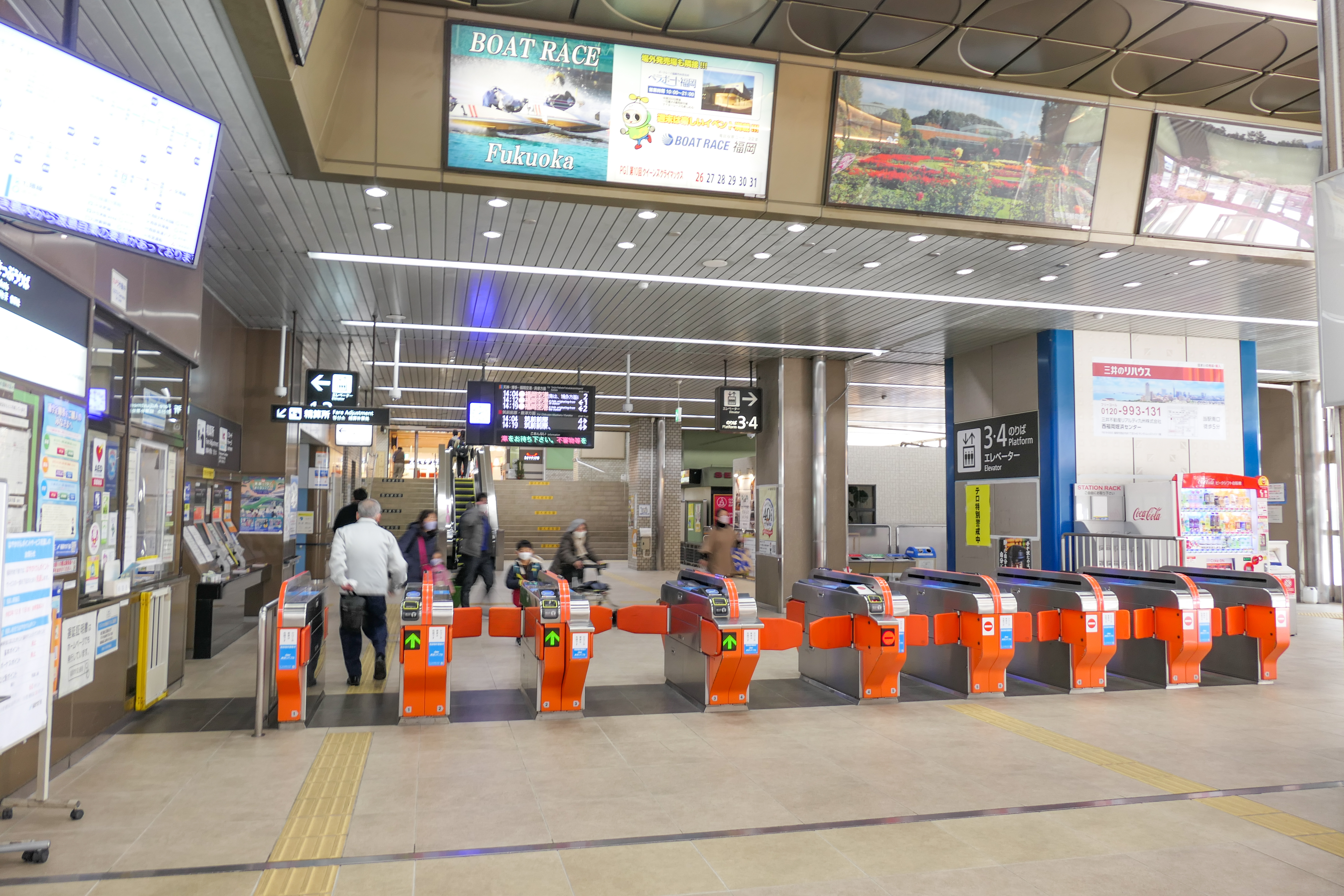
西改札口 （2021年12月）
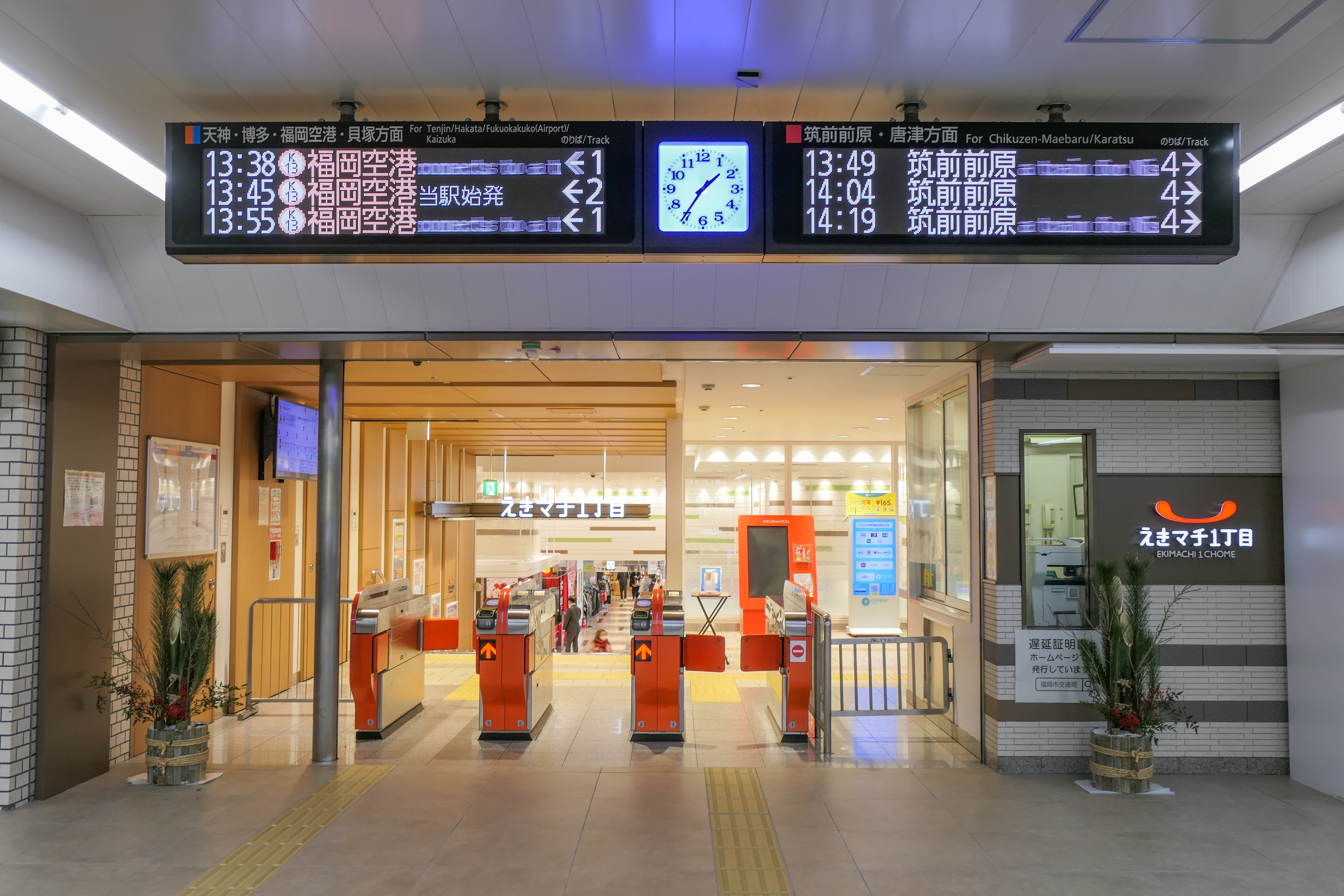
えきマチ一丁目口改札（2021年12月）
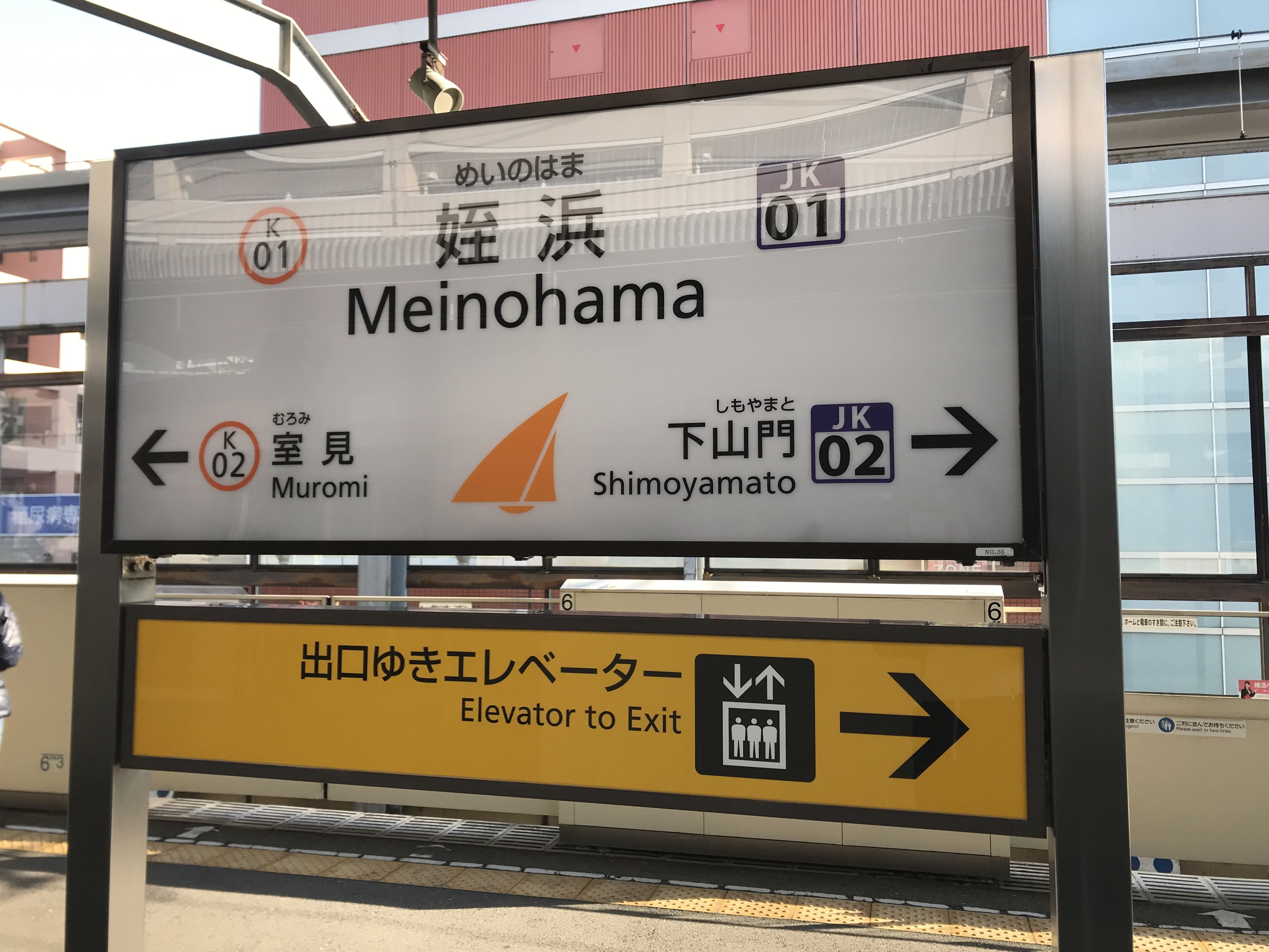
小戸ヨットハーバーをイメージしたイラストが付加された現行駅名標（2019年3月）
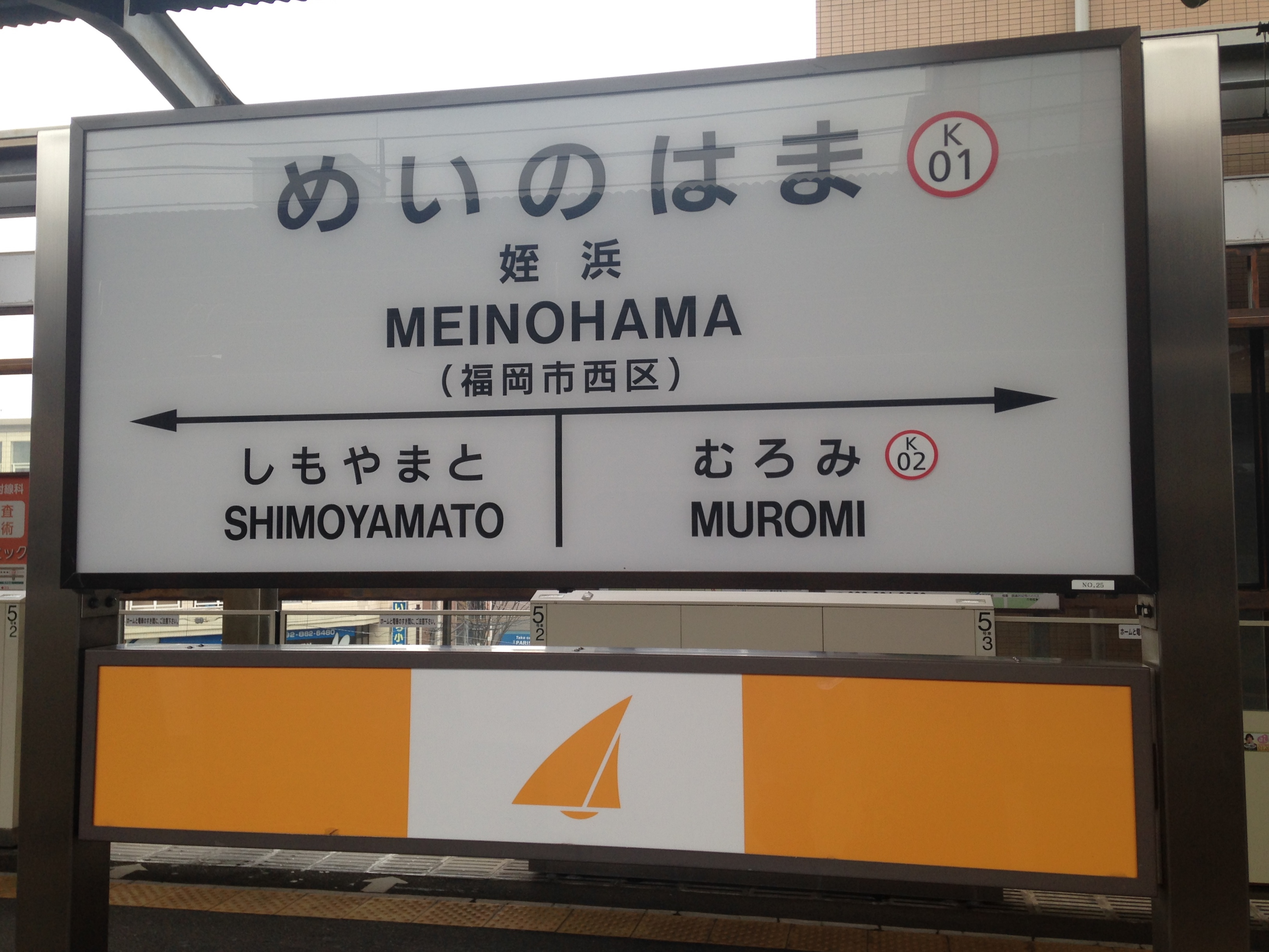
2018年まで使用されていた国鉄風デザインの駅名標（2014年3月）

### 駅構内の施設

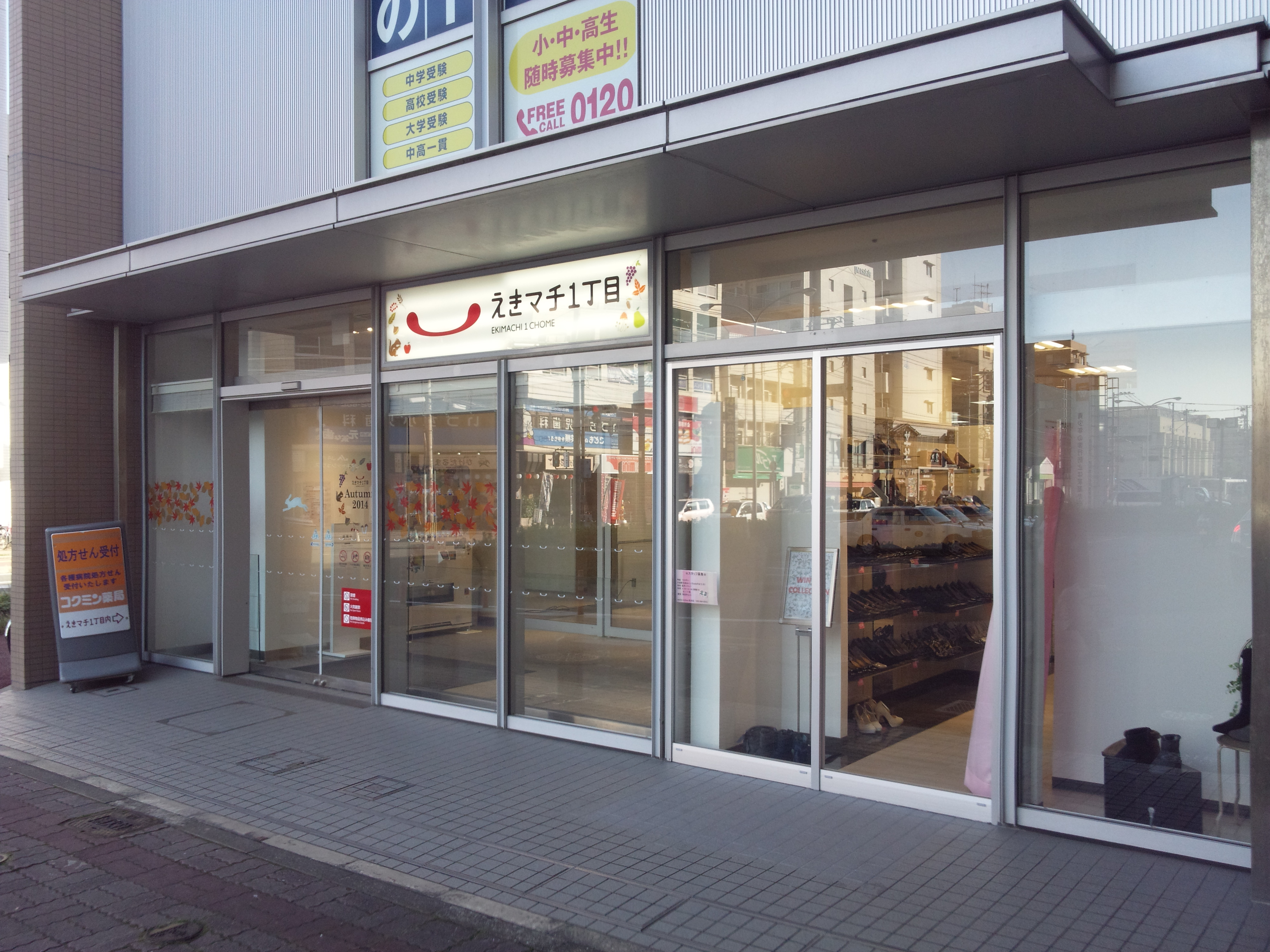
えきマチ1丁目 姪浜
（2014年11月）

- ファミリーマート[注釈 4]（JR九州リテール運営）JR姪浜駅店（駅高架下）
- セブン-イレブン福岡市地下鉄姪浜駅店（駅コンコース内）
- えきマチ1丁目姪浜[注釈 5]
  - ロッテリア
  - シアトルズベストコーヒー

などが入居している。
なお、かつては
- やりうどん（西鉄系列のうどん店）
- トランドール（駅高架下）
- キヨスク（同上・駅コンコース内）
- ソフトバンクショップ[注釈 6]
- カレーの298（えきマチ1丁目内・ふくやのグループ店舗）

も姪浜駅内ないしえきマチ1丁目に入居していたが閉店している。

## 利用状況
- JR九州 - 2023年度の1日平均乗車人員は5,636人である[17]。
上記の値には福岡市交通局からの直通人員を含まない。
JR九州管内の駅の中では八幡駅（福岡県）に次ぐ第30位。
国鉄時代は急行停車駅で、1974年（1974）頃の1日当たりの乗降客は約3,000人だった[18]。
- 福岡市交通局 - 2023年度の1日平均乗車人員は19,288人である[19]。
福岡市交通局では、博多駅、天神駅、福岡空港駅、天神南駅、西新駅についで多い。上記の値にはJR九州からの直通人員を含まない。JR九州からの1日平均直通人員は24,728人であり、これらを合算した1日平均乗車人員は44,016人となる。

近年の1日平均乗車人員は下表のとおりである。
| 年度               | JR九州           | JR九州 | 福岡市交通局    | 福岡市交通局    | 福岡市交通局    |
| 年度               | 1日平均 乗車人員 | 出典   | 1日平均乗車人員 | 1日平均乗車人員 | 1日平均乗車人員 |
| 年度               | 1日平均 乗車人員 | 出典   | 乗車人員        | 直通人員        | 合計            |
| ------------------ | ---------------- | ------ | --------------- | --------------- | --------------- |
| 2001年（平成13年） |                  |        | 20,581          | 23,798          | 44,379          |
| 2002年（平成14年） |                  |        | 18,993          | 22,797          | 41,790          |
| 2003年（平成15年） |                  |        | 19,035          | 22,056          | 41,091          |
| 2004年（平成16年） |                  |        | 19,048          | 21,540          | 40,588          |
| 2005年（平成17年） | 4,830            |        | 18,122          | 21,249          | 39,371          |
| 2006年（平成18年） | 5,314            |        | 18,455          | 22,020          | 40,475          |
| 2007年（平成19年） | 5,503            |        | 18,603          | 22,501          | 41,104          |
| 2008年（平成20年） | 5,608            |        | 18,460          | 22,909          | 41,369          |
| 2009年（平成21年） | 5,495            |        | 18,861          | 22,544          | 41,405          |
| 2010年（平成22年） | 5,630            |        | 18,850          | 23,789          | 42,639          |
| 2011年（平成23年） | 5,446            |        | 19,164          | 24,463          | 43,627          |
| 2012年（平成24年） | 5,388            |        | 19,466          | 25,408          | 44,874          |
| 2013年（平成25年） | 5,360            |        | 19,727          | 26,547          | 46,274          |
| 2014年（平成26年） | 5,327            |        | 19,989          | 26,729          | 46,718          |
| 2015年（平成27年） | 5,384            |        | 20,388          | 27,299          | 47,687          |
| 2016年（平成28年） | 5,547            | [ 20 ] | 20,984          | 27,673          | 48,657          |
| 2017年（平成29年） | 5,862            | [ 21 ] | 21,548          | 28,269          | 49,817          |
| 2018年（平成30年） | 6,105            | [ 22 ] | 22,128          | 29,249          | 51,377          |
| 2019年（令和元年） | 6,232            | [ 23 ] | 22,125          | 28,722          | 50,847          |
| 2020年（令和02年） | 4,690            | [ 24 ] | 16,766          | 19,503          | 36,269          |
| 2021年（令和03年） | 5,083            | [ 25 ] | 17,416          | 20,812          | 38,228          |
| 2022年（令和04年） | 5,349            | [ 26 ] | 19,188          | 23,095          | 42,283          |
| 2023年（令和05年） | 5,636            | [ 17 ] | 19,288          | 24,728          | 44,016          |

## 駅周辺
国鉄時代は早良炭鉱の鉱害田や沼地が広がっていたが、地下鉄の筑肥線直通案が発表された1970年代以降地価が高騰。地下鉄駅開通後は宅地化が進行し、高層マンションが並ぶ住宅街である。駅前にはバスターミナルがあり、バスが多数発着している。
- 西区役所
- 西市民センター
  - 福岡市西図書館
- 西保健所
- ハローワーク福岡西
- 日本年金機構西福岡年金事務所
- 小戸公園
- 福岡市ヨットハーバー
- 能古渡船場: 能古島行き市営渡船のりば
- イオンマリナタウン店
- マックスバリュエクスプレス姪浜駅前店
- 西鉄ストア姪浜店
- ウエストコート姪浜
- マリノアシティ福岡
- 西福岡マリーナ　マリノア
- 福岡市立内浜小学校
- 福岡市立内浜中学校
- 福岡市立姪浜小学校
- 福岡市立姪北小学校
- 福岡市立愛宕浜小学校
- 福岡市立姪浜中学校
- 福岡市立福重小学校
- 福岡市立福岡女子高等学校
- 九州電力株式会社福岡西営業所
- 姪浜キリスト教会

なお、駅北側の国道202号には、1979年（昭和54年）まで西鉄福岡市内線の姪の浜電停があった。

## バス路線
西鉄バス
北口・南口のバス停より発車。路線は2025年3月15日現在（太字は終点停留所）
北口 （マリナタウン・能古渡船場・野方方面） ☆は北口→南口に停まる。（南口から北口は経由しない）
- ■ 直行 1 シーサイドももち線
  - 姪浜→愛宕浜四丁目→能古渡船場（左記のバス停以外停車しない）
- ■ 98 シーサイドももち線
  - 姪浜駅北口→名柄団地→マリナタウン→能古渡船場
- ■ 1 姪浜フィーダー線 ☆
  - 姪浜駅南口→新室見→橋本→野方→（橋本駅）→藤ケ丘団地→壱岐丘中学校→羽根戸→金武車庫
- ■ 1-5 姪浜フィーダー線☆
  - 姪浜駅南口→新室見→中村→拾六町団地→野方

南口 （藤崎・福岡タワー・天神・博多駅・県庁・橋本駅・三陽高校・野方方面）
- ■ 1・1-5 姪浜フィーダー線（藤崎行きは1番のみ）
  - 姪浜駅南口→藤崎→福岡タワー南口→医療センター構内
- ■ 7 昭代～天神線
  - 姪浜駅南口→室見三丁目→昭代三丁目→六本松→国体道路→天神北→那の津四丁目
- ■ 快速 105 （快速区間 荒江四角 → 住吉） 野方（都市高速）博多線
  - 福重三丁目→小田部一丁目→原→荒江四角→別府駅前→六本松→雙葉学園入口→薬院大通り→薬院駅前→渡辺通一丁目→博多駅
- ■ 525 福重（都市高速）線・526 野方（都市高速）博多線
  - 愛宕一丁目→都市高速→天神→国体道路→キャナルシティ博多前→祇園町→博多駅
- ■ 1 姪浜フィーダー線
  - 新室見→橋本→野方→藤ヶ丘団地→（橋本駅）→壱岐丘中学校前→羽根戸→金武車庫
  - 新室見→橋本→野方→福岡西陵高校前→三陽高校前
- ■ 1-4 姪浜フィーダー線
  - 都橋→外環状線→福岡西郵便局前→（橋本駅）→野方→（1-6へと連続運行）
- ■ 1-5 姪浜フィーダー線・525 福重（都市高速）線
  - 新室見→石丸三丁目→中村→拾六町団地→野方
- ■ 1-6 姪浜フィーダー線・526 野方（都市高速）博多線（1-4のみ連続運行）
  - 外環状線→福岡西郵便局前→石丸三丁目→中村→宮の前団地→生の松原団地南→ウエストヒルズ→生松台→野方→（1-6へと連続運行）
- ■ 1-7 姪浜フィーダー線
  - 車両基地前→下山門→中村→下山門団地→下山門駅入口→生の松原団地→三陽高校前

姪浜タクシー
北口タクシーのりば付近に停車
- 今宿姪浜線
  - 小戸→生の松原→大谷→長垂海浜公園前→今宿駅→青木→今宿野外活動センター

## 隣の駅
福岡市交通局
 地下鉄空港線
（筑肥線）- 姪浜駅 (K01) - 室見駅 (K02)
九州旅客鉄道（JR九州）
 筑肥線
■快速（土休日）
（地下鉄空港線）- 姪浜駅 (JK01) - 九大学研都市駅 (JK04)
■快速（平日）・■普通
（地下鉄空港線）- 姪浜駅 (JK01) - 下山門駅 (JK02)

### かつて存在した路線
日本国有鉄道
筑肥線（廃止時点）
西新駅 - *筑前庄駅 - 姪浜駅
筑前庄駅は1941年廃止

## ICカードへの対応
2008年から2009年にかけて福岡県内の鉄道会社が相次いで導入した交通系ICカードについては、福岡市交通局の駅であることから、まず、2009年3月7日に地下鉄系の「はやかけん」から対応した。
乗り入れているJR九州の「SUGOCA」と、西日本鉄道の「nimoca」及びJR東日本の「Suica」については、2010年3月13日の相互利用開始時に対応を開始。それまでは地下鉄とJRを乗り通す場合、「ワイワイカード」のみが対応していた。しかし福岡市地下鉄の管理駅であることから駅では「はやかけん」しか発売されていない。
2011年3月5日より「SUGOCA」とJR西日本の「ICOCA」・JR東海の「TOICA」との相互利用を開始した当時、これに「はやかけん」は加わっておらず姪浜駅が福岡市地下鉄の駅であることから、ICOCA・TOICAでは地下鉄全線とJR筑肥線・唐津線（姪浜駅～西唐津駅間）の乗車には利用できなかったが、福岡市交通局も参加し主要鉄道会社間で大規模な相互利用協定に向けた協議が始められた結果、合意に達したため、2013年3月23日よりICOCA・TOICAのみならずJR北海道のKitacaやPASMO・manaca・PiTaPa参加ICカード全てが相互利用可能となった。